# 割绳子
《割绳子》（又译作，曾被误音译为「卡特罗布」），是俄罗斯ZeptoLab公司开发的一款益智游戏，于2010年由Chillingo公司发行。在iOS平台使用Crystal和游戏中心进行社交网络服务。在Android平台，使用Scoreloop进行社交网络服务。2011年推出续篇。
在CES 2012上，微软总裁史蒂夫·鲍尔默宣布与ZeptoLab合作推出基于HTML5技术的网页版《割繩子》，微软的IE 9浏览器独占第三大关。

## 玩法

游戏畫面

遊戲中，玩家要剪斷繩子，讓糖果可以將周圍的星星擊破又能進入Om Nom 嘴巴。若糖果不知所終（即離開遊戲屏幕範圍），這關便不算完成。若糖果能進入怪物的嘴巴，這關便完成，同時下一關也將解鎖。在完成關卡後，玩家將根據獲得一星到三星的評價，玩家可以任意多次重試，當然也可以重玩之前打過的關卡嘗試獲得更高的評價。

## 版本

### 《割繩子》
《割繩子》在2010年發佈。

### 《割繩子：實驗》
及後，《割繩子：實驗》（Cut the Rope: Experiments）在2011年推出。此版本以實驗室為主題，比《割绳子》多了一個角色，就是實驗室裡的教授，他會給玩家一些指示。

### 《割繩子：穿梭時空》
《怪物吃糖果：穿梭時空》（Cut the Rope: Time Travel）以中世紀、文藝復興時期、海盜船、古埃及、古希臘、石器時代等作為場景。。

### 《割繩子2》
《怪物吃糖果2》(cut the rope 2) 以森林、池塘、垃圾場、公園、地下室、水果市場、麵包店作為場景。

## 評價
因為其商業上的成功，割绳子深受評論家及玩家的喜愛。
截至2012年9月，Metacritic評定怪物吃糖果有93分（滿分100分）的分數，評級是“普遍好評”。GameSpot認為此遊戲是一個迷人的、具挑戰性的、有趣的益智遊戲，但批評此遊戲有時會出現控制問題。
另外，有玩家認為遊戲的配樂不錯。

## 開發平台

### iOS
- 《割繩子》
- 《割繩子：實驗》
- 《割繩子：穿梭時空》
- 《割繩子2》
- 《割繩子》免費版
- 《割繩子：實驗》免費版

### Android
- 《割繩子》收費版
- 《割繩子》免費版
- 《割繩子：實驗》
- 《割繩子：穿梭時空》
- 《割繩子2》

### Firefox OS
- 《割繩子》

### 網頁瀏覽器

#### Internet Explorer 9
- 《割繩子》部分關卡
- 一些新關卡

#### Chrome Web Store
- 《割繩子》部分關卡